# 55th Street Playhouse
El 55th Street Playhouse, que periódicamente se denominó 55th Street Cinema y Europa Theatre, fue un cine de 253 localidades situado en el 154 West 55th Street, en el Medio Manhattan de Nueva York, que abrió sus puertas el 20 de mayo de 1927. En él se proyectaron muchas películas clásicas de arte y ensayo y en lengua extranjera, como las de Jean Cocteau, Sergei Eisenstein, Federico Fellini, Abel Gance, Fritz Lang y Orson Welles. Más tarde, Andy Warhol presentó muchas de sus películas más destacadas (como Flesh (1968) y Lonesome Cowboys (1968), entre otras) en este edificio (así como en otros cines de la zona, como el New Andy Warhol Garrick Theatre) a finales de la década de 1960. También se proyectaron en el teatro otras películas notables, como Boys in the Sand (1971) y Him (1974).

## Historia
Originalmente, el teatro fue construido para ser un establo de caballos en 1888 por Charles T. Barney, un banquero que más tarde se convertiría en presidente de la Knickerbocker Trust Company. Los pisos superiores se alquilaron como The Holbein Studios, y fueron ocupados por artistas como John Singer Sargent, el pintor impresionista Childe Hassam y la retratista Cecilia Beaux. Más tarde, a finales de la década de 1920, el edificio del establo se convirtió en una sala de cine.

## Época de Warhol
Como ilustrador publicitario en la década de 1950, Andy Warhol recurrió a ayudantes para aumentar su productividad. La colaboración seguiría siendo un aspecto definitorio (y controvertido) de sus métodos de trabajo a lo largo de toda su carrera, sobre todo en la década de 1960. Uno de los colaboradores más importantes durante este periodo fue Gerard Malanga, quien le ayudó en la producción de serigrafías, películas, esculturas y otras obras en "The Factory", el estudio de Warhol revestido de papel de aluminio y pintura plateada de la calle 47 (más tarde trasladado a Broadway). Otros miembros del grupo de Warhol en "The Factory" eran Freddie Herko, Ondine, Ronald Tavel, Mary Woronov, Billy Name y Brigid Berlin.
Durante la década de 1960, Andy Warhol formó un séquito de bohemios y excéntricos de la contracultura a los que denominó "superestrellas", como Nico, Joe Dallesandro, Edie Sedgwick, Viva, Ultra Violet, Holly Woodlawn, Jackie Curtis y Candy Darling. Todos ellos participaron en las películas de la Factory y algunos, como Berlin, siguieron siendo amigos de Warhol hasta su muerte. Figuras importantes del mundo del arte y el cine underground neoyorquino, como el escritor John Giorno y el cineasta Jack Smith, también aparecen en las películas de Warhol (muchas de ellas presentadas en el 55th Street Playhouse y en el New Andy Warhol Garrick Theatre) de la década de 1960, lo que revela las conexiones de Warhol con diversas escenas artísticas de la época. Menos conocido fue su apoyo y colaboración con varios adolescentes durante esta época, que alcanzarían prominencia más adelante, entre ellos el escritor David Dalton, el fotógrafo Stephen Shore y la artista Bibbe Hansen (madre del músico pop Beck).

## Polémica
En junio de 1970, el 55th Street Playhouse comenzó a proyectar Censorship in Denmark: A New Approach, un estudio documental sobre la pornografía, dirigido por Alex de Renzy. Según Vincent Canby, crítico de cine de The New York Times, el narrador del documental señalaba que "la pornografía es más estimulante y barata que las inyecciones de hormonas" y "subraya el hecho de que, desde la legalización de la pornografía en Dinamarca, los delitos sexuales han disminuido". "No obstante, el 30 de septiembre de 1970, el ayudante del fiscal del distrito, Richard Beckler, hizo detener al director del cine, Chung Louis, acusado de obscenidad, y se incautó de la película por apelar a un interés lascivo por el sexo. El juez que presidía el tribunal, Jack Rosenberg, declaró: "[La película] es claramente ofensiva para la mayoría de los estadounidenses porque ofende las normas de la comunidad contemporánea relativas a la descripción o representación de asuntos sexuales".

## Uso actual
El edificio del 55th Street Playhouse se reconstruyó parcialmente en la década de 1980, y la planta baja, en el 154 West 55th Street, se modificó para convertirla en una entrada de camiones.